# Парламентарни избори у Србији 1858.
Вршени су избори 16. новембра 1858. год. за св. Андрејску скупштину. Скупштина се састала 3. децембра 1858. год., а бројала је 60 законом одређених посланика и 378 изабраних народних посланика. Свега 438.